# Simplemente María (telenovela peruana)
Simplemente María es una telenovela peruana dirigida por Carlos Barrios Porras y producida por Vlado Radovich, basada en una historia original de la escritora argentina Celia Alcántara, bajo la adaptación de la dramaturga mexicana Caridad Bravo Adams. Estuvo protagonizada por Saby Kamalich, Ricardo Blume y Braulio Castillo. Su difusión duró de 1969 a 1971 y fue emitida en varios países hispanoamericanos.

## Producción
La telenovela fue realizada por Panamericana Televisión en 1969. Para su realización se usaron los estudios de televisión ubicados en la que posteriormente fue la Feria Internacional del Pacífico. Tuvo gran éxito reportando altos índices de audiencia en países como Estados Unidos, México, Chile, Colombia, entre otros.
Marcó una nueva tendencia en la población provinciana al fomentar la educación para el trabajo.
El capítulo correspondiente a la boda de María se llevó a cabo en la Iglesia de Santa Teresita del Niño Jesús en Santa Beatriz (Lima).

## Sinopsis
Una humilde costurera llamada María Ramos (Saby Kamalich), quien a base de tesón y mucho empuje sale adelante con un hijo a cuestas, fruto de su relación con el apuesto y rico Roberto Caride (Ricardo Blume), hijo de los dueños de casa donde trabajaba María como sirvienta.
Pero María no estaba desamparada, su gran amigo y confidente el maestro Esteban (Braulio Castillo) decide junto a su madre Doña Pierina (Elvira Travesí) ayudar a la pobre provinciana, quien supo ganarse el cariño y admiración de quienes la conocían. Además del maestro, fue su inseparable amiga Teresa (Mariella Trejos) quien compartió los momentos buenos y malos. Es así como la modesta sirvienta se convertirá en una próspera y codiciada empresaria de la moda, que nunca guardó rencor por quienes la maltrataron. Será Esteban, que supo esperar a la mujer que siempre amó, con quien termine compartiendo una vida, llena de sacrificios, amor y dicha...

## Reparto
- Saby Kamalich ... María Ramos Flores
- Braulio Castillo ... Esteban Pacciarotti
- Ricardo Blume ... Roberto Caride / Antonio Ramos
- Elvira Travesí ... Doña Pierina
- Mariella Trejos ... Teresa
- Regina Alcóver ... Inesita "Ita" Caride
- Carola Duval ... Inés Caride
- Inés Sánchez Aizcorbe ... Angélica
- Luis Álvarez ... Tomás
- Fernando Larrañaga ... Pierre

## Adaptaciones

### Televisión
- Telenovela Simplemente María Original (Argentina, 1967) con Irma Roy, Alberto Argibay y Rodolfo Salerno.
- Telenovela Simplemente María (Brasil, 1970, TV Tupi) con Yoná Magalhães, Ênio Gonçalves y Carlos Alberto.
- Telenovela Simplemente María (Venezuela, 1971, Cadena Venezolana de Televisión, hoy Venezolana de Televisión) con Carmen Julia Álvarez, Eduardo Serrano y José Luis Rodríguez.
- Telenovela Rosa... de lejos (Argentina, 1980, ATC) con Leonor Benedetto y Juan Carlos Dual.
- Telenovela Simplemente María (México, 1989, Televisa) con Victoria Ruffo, Manuel Saval y Jaime Garza.
- Telenovela Simplemente María (Televisa 2015, México) con Claudia Álvarez, José Ron y Ferdinando Valencia.

### Cine
- Película Simplemente María (Argentina, 1972) con  Saby Kamalich, Rodolfo Salerno y Braulio Castillo
- Película Rosa de lejos (Argentina, 1980) con  Leonor Benedetto, Juan Carlos Dual y Pablo Alarcón